# 장청 (몰우전)

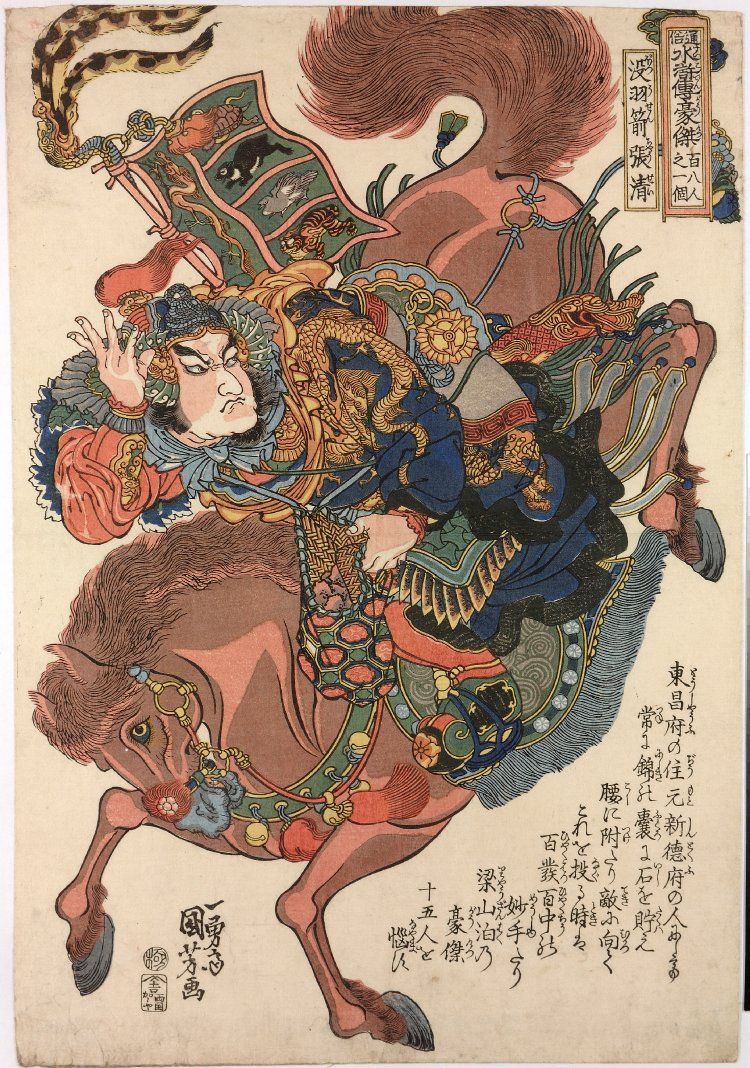
우타가와 구니요시가 그린 장청 우키요에

장청(중국어 정체자: 張淸 장칭[*])은 중국의 사대기서 중 하나인 《수호전》의 등장인물로 108성 중 16위이자 천강성(天罡星)의 천첩성(天捷星)에 해당한다. 별호는 몰우전(沒羽箭)으로 돌팔매를 뜻하는 '날개 없는 화살'의 뜻이며, 이는 장청이 돌팔매를 특기로 한 데서 유래되었다. 이야기 중에서 창 등의 일반적인 무예는 보통의 솜씨로 여겨진다.

## 생애
동창부의 병마도감이었으며 양산박군이 쳐들어올 때도 부장인 공왕, 정득손을 거느리고 특기인 돌팔매로 서녕, 연순, 한도, 선찬, 호연작, 유당, 양지, 주동, 뇌횡, 관승과 같이 무예가 뛰어난 호걸들을 물리쳤다. 나중에 양산박에 생포되어 우여곡절 끝에 양산박 대열에 합류한다.
양산박에 가담한 후에는 기병군 팔호기 겸 선봉사를 맡아 양산박에서 주력군으로 활약하였다. 동관전에서는 선봉대가 되어 공왕, 정득손을 부장으로 거느리고 적을 견제했고, 적장 주신을 돌팔매로 떨어트린 후에 죽였다. 고구전에서도 적장들을 돌팔매로 부상시켜 그 전의를 꺾었다.
양산박이 조정에 귀순한 후에는 요나라전에서 단주 공격으로 아리기를 물리치지만 옥전현 공격에서 천산용의 숨은 화살을 맞아 부상을 입고 치료를 위해 단주로 물러났다. 회복 후에 올안광과의 결전에 참가하여 태을혼천상(太乙混天象)의 진을 깨고 관승·화영과 힘을 합쳐 올안광을 죽인다. 전호정벌 때에는 같은 돌팔매의 명수인 경영을 만나 혼인을 맺는다. 그러나 방랍정벌전에서 동평과 함께 독송관을 공격할 때 팔 부상으로 달아나는 동평을 쫓는 여천윤의 앞길을 막으려다 내민 창이 소나무에 깊숙이 꽂혀 빠지지 않게 된 상태에서 여천윤에게 찔려 죽었다.

## 대중 문화
영상 매체에서 장청을 연기한 배우는 다음과 같다.
- 장샤오천: 드라마  《수호전》(2011)
- 쑹민위: 영화 《몰우전장청》(2013)